# Talisman (Spiel)
Talisman ist ein Fantasy-Abenteuer-Brettspiel des britischen Schriftstellers Robert „Bob“ J. Harris.

## Entstehung
Harris, 1955 im schottischen Dundee geboren, entwickelte während seiner Schulzeit an der Morgan Academy ein Spiel namens Rectocracy, bei der die Spieler auf einem Spielbrett den Charakter eines Lehrers spielen und versuchen in die Mitte des Spielbretts zu gelangen, um dort Rektor der Schule zu werden. Während seiner Zeit an der University of St Andrews Anfang der 1980er Jahre lernte er das Fantasy-Rollenspiel Dungeons & Dragons kennen, woraufhin er ein Fantasy-Abenteuer-Brettspiel entwickelte, welches teilweise auf Rectocrazy basierte und nannte dieses Necromancer.

## Veröffentlichungen
Nach mehreren Testspielen bot Harris das Spiel Games Workshop an, welche das Spiel 1983 nach Anpassungen von Kleinigkeiten als Talisman – The Magical Quest Game veröffentlichten.
1985 veröffentlichte Games Workshop eine im Wesentlichen identische 2. Edition, bei der die Abenteuerkarten nun farbig illustriert sind. Hierzu erschienen bis 1993 auch verschiedene Erweiterungen. Schmidt Spiele veröffentlichte 1986 das Spiel als Talisman – Gemeinsam gegen Tod & Teufel. Weiter wurde Talisman auf Tschechisch, Slowakisch, Finnisch, Französisch, Italienisch, Hebräisch, Polnisch und Schwedisch von verschiedenen Verlagen veröffentlicht.
1994 veröffentlichte Games Workshop eine von Jervis Johnson überarbeitete Version, auch 3. Edition genannt, die 1995 von Games Workshop auf Deutsch als Talisman – Abenteuer im Land der Magie veröffentlicht wurde. Bis 1995 erschienen drei Erweiterungen auf Englisch. 2003 erschien eine Neuauflage der 3. Edition.
2007 veröffentlichte Black Industries, eine Tochterfirma von Games Workshop, eine von Rick Priestley neu überarbeitete Version, auch 4. Edition genannt.
Nachdem Games Workshop Anfang 2008 ankündigte, die Produktion von Brettspielen einzustellen, erschien Ende 2008 eine nochmals von John Goodenough und Rick Priestley überarbeitete Version als Revised 4th Edition bei Fantasy Flight Games; diese Version wurde 2009 gemeinsam vom Heidelberger Spieleverlag und Pegasus Spiele auf Deutsch als Talisman – Die magische Suche – 4. Edition veröffentlicht, eine Neuauflage erschien 2019 auf Englisch und auf Deutsch bei Pegasus Spiele. Hierzu wurden auch mehrere Erweiterungen veröffentlicht.
2024 veröffentlichte Hasbro unter dem Firmennamen Avalon Hill die 5. Edition, die als Talisman – Die magische Suche – 5. Edition erschien.

## Spielverlauf und Regeln
Das Spiel ist für zwei bis sechs Spieler ausgelegt und vereint Brett- und Rollenspielelemente. Die Figuren bewegen sich in einer mittelalterlichen Fantasiewelt und steigen in ihren Fähigkeiten durch bestandene Abenteuer auf.
Das Spielgeschehen wird durch zahlreiche Abenteuerkarten vorangetrieben. Abenteuerkarten können Gold, Gegenstände, Gegner, Freunde, Fremde, Orte oder Ereignisse darstellen.
Neben Feldern, auf denen Abenteuerkarten gezogen werden, gibt es auf dem Spielplan auch Orte mit besonderer Bedeutung, z. B. ein Dorf, in dem sich die Spieler heilen und Gegenstände kaufen können. Gelangen Spieler auf ein gemeinsames Feld, können sie Handel miteinander treiben oder sich angreifen. Der Unterlegene muss dann einen Lebenspunkt oder einen Gegenstand oder Begleiter abgeben.
Hat ein Spieler genügend Stärke, Talent und Lebenspunkte sowie Gegenstände, Zaubersprüche und Begleiter in der äußeren und mittleren Region gesammelt, dann kann er es wagen, in die innere Region des Spielfeldes vorzustoßen. Gelangt der Spieler mittels des Talismans auf das letzte Feld der inneren Region, erhält er die Krone der Herrschaft und kann jede Runde anderen Mitspielern Lebenspunkte abziehen. Gewonnen hat der Spieler, welcher alle anderen Mitspieler mittels der Krone oder im herkömmlichen Kampf besiegt hat.
Je nach Anzahl der Mitspieler kann ein Spiel mehrere Stunden in Anspruch nehmen.

## Zubehör
Neben einem zusammenklappbaren Spielplan enthält das Hauptspiel in der 4. Edition
- 104 Abenteuerkarten, 24 Zauberspruchkarten, 28 Kaufkarten und 4 Talismankarten
- je 14 Charakterkarten und Spielfiguren
- je 40 (8 große und 32 kleine) Stärke-, Talent- und Lebenspunktmarker,
- je 4 Gesinnungskarten, Krötenkarten und -figuren
- 36 Schicksalsmarker
- 30 Goldmünzen
- 6 Würfel
- Spielanleitung

Der Spielplan ist in drei ringförmige Regionen unterteilt.
- Die äußere Region verläuft am Spielfeldrand und stellt für alle Spielercharaktere die Startposition dar. Hier sammelt der Spieler Ausrüstung und Erfahrung um seinen Helden mächtiger werden zu lassen.
- Die mittlere Region dient ebenfalls zum Ausbauen des Spielercharakters. Sie ist gefährlicher als die äußere Region und der einzige Zugang zur inneren Region.
- Die innere Region befindet sich in der Spielfeldmitte. Hier muss der Charakter mehrere Runden überstehen, um schließlich mit Hilfe des Talismans als Sieger des Spiels hervorzugehen.

## Erweiterungen
Zu der zweiten Edition existieren sechs Erweiterungen. Die dritte Edition wurde von Jervis Johnson entwickelt und 1994 veröffentlicht. Hierfür wurden drei Erweiterungen veröffentlicht. Die vierte Edition veröffentlichte Harris 2007 bei Black Industries und seit 2008 bei Fantasy Flight Games. Die kooperative Erweiterung Talisman Allianzen der 5. Edition erlaubt es den Spielerinnen und Spielern, sich zu verbünden und Prüfungen zu bestehen.

## Erweiterungen für die 2. Edition
Das Brettspiel wurde in zahlreiche Sprachen übersetzt, und es sind diverse Zusatzkästen für das Spiel erschienen. An Erweiterungen, die gleichzeitig neben dem Hauptspiel zum Einsatz kommen können, gab es:
- Talisman Expansion: Diese Erweiterung umfasst 14 neue Charaktere, 6 Zaubersprüche und 36 Abenteuerkarten, in der deutschen Version sind diese schon im Basisspiel erhalten.
- Talisman The Adventure: Erweiterung mit 60 neuen Karten und 8 neuen Charakteren, als speziellen Gag gibt es 6 verschiedene Alternativ-Enden, die verdeckt auf der Krone der Herrschaft deponiert werden. Erschien offiziell nie in deutscher Sprache.
- Talisman City: ein Stadtspielplan mit neuen Ereigniskarten, Kaufgegenständen, 4 Charakteren und Zaubern. Die Stadtkarte ersetzt das Stadtfeld auf dem Hauptspielplan. Neu sind die Möglichkeiten der Steckbriefe, Kredite und quasi als Beruf einen "Stadt-Charakter" anzunehmen. In der deutschen Version fehlen die Charaktere Walküre und Minotaurus, die stattdessen in der deutschen Ausgabe von Talisman Dungeon wieder auftauchen.
- Talisman Dungeon: Ein spiralförmiger unterirdischer Verliesplan mit neuen Gegenständen und Schätzen. Dazu werden 14 neue Spielcharaktere geboten. Im Zentrum des Dungeons gibt es die Möglichkeit direkt zur Krone der Herrschaft zu gelangen, ohne den Weg durch die innere Region bestreiten zu müssen. Im deutschsprachigen Raum als "Talisman II – Die Katakomben" bekannt. In der deutschen Version fehlen die Charakterkarten des Zulu, des Swashbuckler und des Scout. Dafür hat man in die deutsche Ausgabe die Walküre und den Minotaurus gepackt, die ursprünglich Talisman City Charaktere waren.
- Talisman Timescape: Eine Erweiterung die Science-Fiction Elemente in das Spiel bringt. Die Spieler werden in eine andere Welt katapultiert und müssen per Teleport wieder zurückkommen. Die von Warhammer 40.000 angehauchte Erweiterung war anfangs vom Kanadier Frank Bourque als Fanwork geplant, Games Workshop entschied sich jedoch, sie ins offizielle Programm mit aufzunehmen. Die Erweiterung beinhaltet 42 Timescape-Karten, 12 Kaufkarten, 2 Zaubersprüche und 8 neue Charaktere. Sie erschien offiziell nie in deutscher Sprache. Von vielen Fans wurde diese Erweiterung nicht besonders gemocht, da sie die Fantasy Atmosphäre etwas stört.
- Talisman Dragons: Eine sehr schwere Erweiterung, statt der Krone der Herrschaft sitzt der Dragon King auf dem Feld in der Mitte, der ein harter Gegner ist. Die Erweiterung bringt dazu 87 Drachen bzw. der Drachenthematik angehörende Karten sowie vier neue Charaktere mit ins Spiel. Nur bedingt kompatibel mit der Talisman-Adventure-Erweiterung. Erschien offiziell nie in deutscher Sprache.
- "Talisman White Dwarf": Aus dem White Dwarf Magazinen 72 und 115. Als kleines Bonbon liegen diesen Ausgaben mehrere Talismankarten, darunter vier sogenannte Meistercharaktere (Mystiker, Herold, Champion des Chaos und Templer) bei, die man nicht zu Anfang wählen kann, sondern erst durch Ereignisse aufsteigen kann. Erschienen offiziell ebenfalls nie in deutscher Sprache.

Die vier offiziell nicht auf Deutsch erschienenen Erweiterungen (The Adventure, Timescape, Dragons und White Dwarf) erschienen jedoch in einer vermutlich unlizenzierten, von einem Talisman-Fanclub erstellten, auf je 25 Exemplare limitierten Kleinstauflage, die jedoch, bis auf die fehlende Kartonbox, von hochwertiger Anmutung ist.
Bei dieser Version von Talisman The Adventure sind zudem die drei fehlenden Charaktere aus Talisman Dungeon enthalten.
1984–1986 brachte Citadel Miniatures in Zusammenarbeit mit Games Workshop Zinnminiaturen der einzelnen Charaktere und der "Kröte" heraus, einzig die Erweiterungen Dragons, City und "White Dwarf" wurden nie umgesetzt.
Man konnte diese Figuren selbst aufwendig bemalen, um eine Steigerung der Spielatmosphäre zu erreichen.
2000 erschien im Verlag Alexander Just noch eine CD-Rom mit pdf-Files zum selber Ausdrucken namens "The Talisman Resource CD" (ISBN 978-3-522-18102-0) mit neuen Erweiterungen, Charakteren, Ereigniskarten und Zaubersprüche zu Talisman in englischer Sprache. Der Inhalt umfasst ausschließlich Fanwork, welches von den Proponenten aus dem Yahoo Forum "talisman_2nd_ed" gesammelt wurde.
Herausgeber der CD war Henning Skallebaek, als Autoren zeichneten Bill Ingram, Carsten Both, David Katleman, Ell Teeter, Fillipo Zuliani, Jeff Mirando, Jeremy Taylor, Jon New, Frank Kulkmann, Lukas Zach, Marijn van der Gaag verantwortlich. Diese CD ist heute nicht mehr über den Handel zu beziehen.

## Erweiterungen für die 3. Edition
- Dragon's Tower: Ein neuer Spielplan mit Drachenmodell, Spezialregeln und zusätzlichen Charakteren. Basiert zum Teil auf Talisman Dragons der Edition II.
- City of Adventure: Zwei neue Spielpläne (Stadt und Wald), dazu jede Menge neue Charaktere und Karten. Basiert zum Teil auf Talisman City der Edition II.
- Dungeon of Doom: Zwei neue Spielpläne (Dungeon und Berge), zahlreiche neue Charakter und Karten. Ziel der Erweiterung ist es den Adlerkönig zu besiegen. Basiert zum Teil auf Talisman Dungeon der Edition II.

## 4. Edition

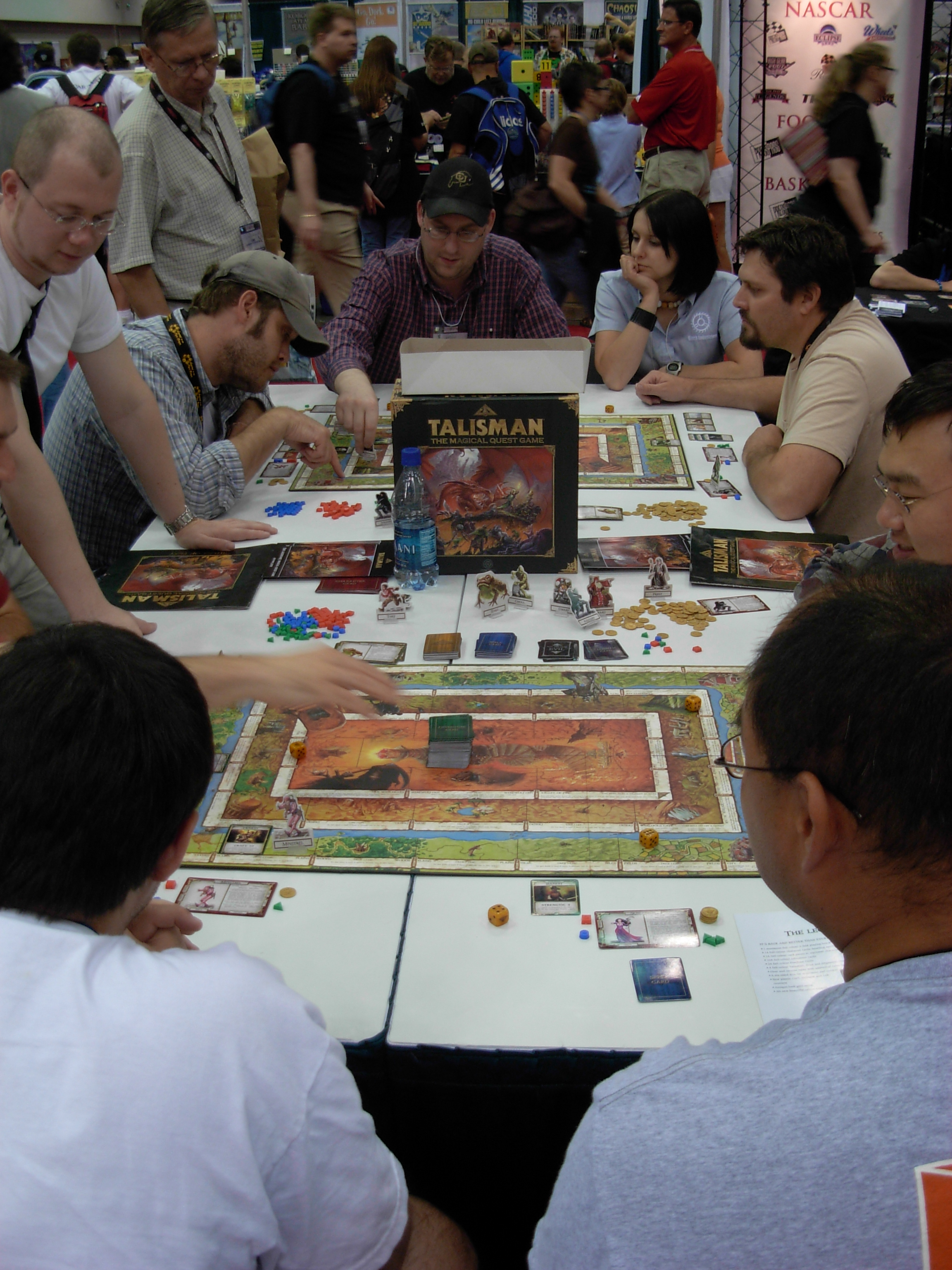
Vorstellung der 4. Edition auf dem Gen Con 2007 in Indianapolis

Talisman wird von Games Workshop nicht mehr produziert. Im Oktober 2007 wurde Talisman in der vierten Edition von Black Industries unter Lizenz von Games Workshop wieder herausgegeben. Anfang 2008 kündigte Black Industries an, man werde künftig keine Brettspiele, einschließlich Talisman, produzieren. Aus diesem Grunde übernahm Fantasy Flight Games diese Lizenz. Die deutsche Ausgabe ist Ende 2008 als Gemeinschaftsproduktion von Pegasus Spiele, welche das Spiel bereits 2007 bewarben, und dem Heidelberger Spieleverlag, welcher die bei Fantasy Flights erschienenen Spiele lokalisiert, erschienen.
Fantasy Flights hat „The Reaper“ und „Talisman: Dungeon“ als erste Erweiterungen für die vierte Edition angekündigt. 2016 ist der Vertrag zwischen Games Workshop und Fantasy Flight Games ausgelaufen. Somit besitzen sie auch nicht mehr die Lizenz für etwaige Spiele von GW und eine Fortführung oder Reprints der Reihe werden nicht mehr von Fantasy Flight Games vertrieben.

### Erweiterungen für die 4. Version
- Der Schnitter (engl. The Reaper, veröffentlicht im Dezember 2008): Enthält 4 Charakterkarten, 90 Abenteuerkarten, 26 Zauberspruchkarten, 12 Hexenmeisterkarten, 1 Schnitter-Karte, 4 Plastik-Spielfiguren, Zusatzregeln.
- Die Katakomben (engl. The Dungeons, veröffentlicht im Mai 2009): Enthält ein Katakomben-Spielbrett, mehr als 150 Spielkarten, 5 neue Charakterkarten und -figuren. Ähnlich Talisman Dungeon (2. Edition).
- Die Frostmark (engl. Frostmark, veröffentlicht im Oktober 2009): Enthält 4 neue Charakterkarten und Figuren, neue Abenteuer und neue Zaubersprüche. Außerdem sind 3 alternative Enden enthalten, unter anderem der Kampf gegen die Eiskönigin, bei dem sich die Spieler zusammenschließen müssen.
- Das Hochland (engl. The Highland, veröffentlicht im Mai 2010): Diese Erweiterung erschien im Mai 2010 in den USA. Sie enthält eine neue Region, 6 neue Charaktere und 100 neue Karten. Es wird mit neuen Alternativen Enden gerechnet.
- Die Heilige Quelle (engl. The Sacred Pool, veröffentlicht im Juli 2011): Im Oktober 2010 in Englisch erschienen. Enthält 4 neue Charaktere, 72 neue Karten, 16 neue Zauberkarten, 24 Aufgaben-Belohnungskarten.
- Die Drachen (engl. The Dragon, veröffentlicht im September 2011): Im Oktober 2012 erschienen. Enthält 6 neue Charaktere, über 300 neue Karten und Marker, sowie ein neues Spielbrett, das die innere Region ersetzt und somit für alternative Enden (Kampf gegen die Drachenlords) sorgt.
- Der Blutmond (engl. Blood Moon, veröffentlicht im Oktober 2012): Im Mai 2012 in Englisch erschienen. Enthält 3 neue Charaktere, 111 neue Karten, 10 neue Zauberkarten, 3 Alternative Spielendekarten, und den Werwolf, ein Nichtspieler-Charakter, welcher die Spieler gegenseitig manipuliert und ebenfalls in Werwölfe verwandeln kann.
- Die Stadt (engl. The City, veröffentlicht im Januar 2013): Diese Erweiterung erschien im Januar 2013 in den USA. Sie enthält ein Stadt-Spielbrett, 166 neue Karten, 6 neue Charakterkarten und Figuren, Zusatzspielregeln und 3 alternative Spielenden.
- Das Unterreich (engl. The Nether Realm) erschien 2013 auf Englisch und 2014 auf Deutsch
- Die Feuerlande (engl. The Firelands) erschien 2014 auf Englisch und deutsch
- Das Waldland (engl. The Woodland) erschien 2014 auf Englisch und 2015 auf Deutsch
- The Deep Realms erschien 2015 auf Englisch, nicht auf Deutsch
- Der Vorbote (engl. The Harbinger) erschien 2015 auf Englisch und 2016 auf Deutsch
- Der Kataklysmus (engl. The Cataclysm) erschien 2016 auf Englisch und Deutsch

### Neuauflage 2019
2019 erschien bei Pegasus Spiele eine Neuauflage der 4. Edition auf Deutsch und Englisch. Neben dem Grundspiel sind insgesamt dreizehn Erweiterungen hierfür erschienen.
- Der Schnitter (engl. The Reaper)
- Die Katakomben (engl. The Dungeon)
- Die Frostmark (engl. The Frostmarch)
- Das Hochland (engl. The Highland)
- Die Heilige Quelle (engl. The Sacred Pool)
- Die Drachen (engl. The Dragon)
- Der Blutmond (engl. The Blood Moon)
- Die Stadt (engl. The City)
- Die Feuerlande (engl. The Firelands)
- Das Waldland (engl. The Woodland)
- Der Vorbote (engl. The Harbinger)
- Katalysmus (engl. The Cataclysm)
- Die verlorenen Reiche (engl. The Lost Realms), enthält die Erweiterungen Das Unterreich und Die tiefen Reiche (The Deep Realms).

## Digitale Variante
Seit Oktober 2013 ist eine digitale Umsetzung des Talisman Brettspiels und seiner Erweiterungen für diverse Plattformen (z. B. Steam) und Betriebssysteme verfügbar.